# New York Confidential
New York Confidential (bra: O Código do Diabo) é um filme de suspense policial e noir americano de 1955, dirigido por Russell Rouse.

## Sinopse
O filme narra a história da ascensão a subsequente queda do notório líder de uma família de criminosos de Nova York, que decide testemunhar contra seus companheiros a fim de evitar ser assassinado por membros de outras gangues.

## Elenco
Fonte:
- Broderick Crawford – Charlie Lupo
- Richard Conte – Nick Magellan
- Marilyn Maxwell – Iris Palmer
- Anne Bancroft – Katherine Lupo
- J. Carrol Naish – Ben Dagajanian
- Onslow Stevens – Johnny Achilles
- Barry Kelley – Robert Frawley
- Mike Mazurki – Arnie Wendler
- Celia Lovsky – Mama Lupo
- Herbert Heyes – James Marshall